# كارلو أنوفاتزي
كارلو انوفاتزي (Carlo Annovazzi) ، (ميلانو، 24 مايو 1925 - بوردينوني، 10 أكتوبر 1980) لاعب كرة قدم وسط إيطالي . بدأ مسيرته كلاعب كرة قدم في نادي إيه سي ميلان ولعب 281 مباراة سجل خلالها 53 هدفا من عام 1945 إلى عام 1953. انتقل بعدها إلى نادي أتالانتا ولعب معهم 139 مباراة إلى عام 1958 . واعتزل اللعب في فريق Città di Castello عام 1961 ، وتوفي عام 1980.

## روابط خارجية
- كارلو أنوفاتزي على موقع الاتحاد الدولي (مؤرشف)  (الإنجليزية)
- كارلو أنوفاتزي على موقع قاعدة بيانات كرة القدم.إي يو (الإنجليزية)
- كارلو أنوفاتزي على موقع ناشيونال فوتبول تيمز (الإنجليزية)
- كارلو أنوفاتزي على موقع عالم كرة القدم.نت (الإنجليزية)